# Onthophagus occipitalis
Onthophagus occipitalis es una especie de insecto del género Onthophagus, familia Scarabaeidae, orden Coleoptera.

Fue descrita científicamente por Lansberge en 1885.